# Pieni Ruissaari (ö, lat 61,83, long 28,86)
Pieni Ruissaari är en ö i Finland. Den ligger i sjön Pihlajavesi och i kommunen Nyslott i  landskapet Södra Savolax, i den sydöstra delen av landet, 280 km nordost om huvudstaden Helsingfors. Öns area är 2,6 hektar och dess största längd är 200 meter i sydväst-nordöstlig riktning.